# Драгуны Императорской гвардии
Полк драгун Императорской гвардии (фр. Régiment de dragons de la Garde impériale) — элитная часть тяжёлой кавалерии, сформированная Наполеоном 15 апреля 1806 года. Полк входил в состав Старой гвардии. Был расформирован сразу после второй реставрации Бурбонов. Также его называли «драгуны Императрицы» в честь крёстной полка Жозефины Богарне.

## История полка
После того, как драгуны хорошо проявили себя в ходе Австрийской кампании 1805 года, Наполеон решил создать полк драгун в составе Императорской гвардии. Командование новообразованным формированием он поручил своему кузену, полковнику Жану-Тома Арриги де Казанове. 
Набор производился среди солдат линейных частей. Каждый из тридцати драгунских полков Императорской армии должен был выделить 12 человек, имеющих 10 лет службы и рост не менее 173 см. Сформированный декретом от 15 апреля 1806 года, полк состоял из штаба, 4-х эскадронов драгун и эскадрона драгун-велитов (250 человек) – все 2-ротного состава. К концу 1806 года были организованы первые два эскадрона драгун и эскадрон велитов, ещё два эскадрона влились в состав полка в следующем году. На 1 августа 1806 года в рядах было только 7 офицеров и 249 кавалеристов. Офицеры назначались непосредственно Наполеоном: часть из них была из других гвардейских частей, другие – из линейных драгунских полков. Унтер-офицеры, в свою очередь, набирались из гвардейской кавалерии. В 1807 году численность полка в сумме достигла 1,269 человек. 
Из-за организационных трудностей, участие полка в Польской кампании было минимальным. Затем он взял дорогу в Испанию и хорошо проявил себя в сражении при Медина-де-Риосеко, прежде чем вернуться в Австрию, где он принимает участие в битве при Ваграме. С 1810 года по 1811 год он снова в Испании. 
В Русской кампании 1812 года участвовало 1,179 человек, распределённых в 5 эскадронов, под командованием генерала Сен-Сюльписа. 
В 1814 году, во время битвы за Монмираль, гвардейские драгуны, ведомые Дотанкуром и Летором, разбивают русские каре. «Мои драгуны творят чудеса» (фр. Mes dragons ont accompli des miracles), написал Император после сражения. В атаке при Сен-Дизье 26 марта они захватили 18 орудий. 
29 мая 1814 года в замке Мальмезон умерла крёстная мать полка, Жозефина Богарне.  
12 мая 1814 года, при первой реставрации, полк был преобразован в «Корпус королевских драгун Франции» (фр. corps royal des dragons de France). В 1815 году, во время «Ста дней», драгунам вернули их прежнюю организацию. В боях на территории современной Бельгии они потеряли своего командира, барона Летора, а также приняли участие во французской кавалерийской атаке в битве при Ватерлоо, против британских каре. После второго отречения Наполеона и возвращения Бурбонов, полк драгунов был расформирован.
После второго отречения Наполеона, королевским ордонансом от 3 августа 1815 года полк был окончательно расформирован.

## Справочные данные

### Организация полка
Полк состоял из полкового штаба и кавалерийских эскадронов (большую часть времени их было 4, не считая велитов).
Каждый эскадрон состоял из рот (как правило, двух). 
Списочный состав драгунской роты:
- 1 капитан (фр. capitaine)
- 1 первый лейтенант (фр. lieutenant en premier)
- 2 вторых лейтенанта (фр. lieutenants en second)
- 1 старший вахмистр (фр. maréchal des logis-chef)
- 8 вахмистров (фр. maréchaux des logis)
- 1 фурьер (фр. fourrier)
- 10 бригадиров (фр. brigadiers)
- 96 драгун (фр. dragons)
- 3 трубача (фр. trompettes)
- 2 кузнеца (фр. maréchaux-ferrants)

всего 125 человек.

### Командование полка

#### Командиры полка в звании полковника гвардии
- Жан-Тома Арриги (15 апреля 1806 – 25 мая 1809)
- Реймон Сен-Сюльпис (12 июля 1809 – 21 января 1813)
- Филипп Орнано (21 января 1813 – 9 июня 1815)

#### Вторые командиры полка в звании майора-полковника гвардии
- Эдме Фито (13 сентября 1806 – 25 мая 1809)
- Луи-Мишель Летор (5 июня 1809 – 15 июня 1815)

#### Заместители командира полка в звании майора гвардии
- Луи-Мишель Летор (8 октября 1806 – 5 июня 1809)
- Луи-Иньяс Марто (5 июня 1809 – 5 октября 1812)
- Пьер Пентвиль (3 февраля – 17 сентября 1813)
- Луи  Шуар (6 октября 1813 – 4 января 1814)
- Лоран Оффмайер (1 декабря 1814 – 3 августа 1815)

### Битвы и кампании
- Фридланд (14 июня 1807)
- восстание в Мадриде (2 мая 1808)
- Ваграм (6 июля 1809)
- Смоленск (16 – 18 августа 1812)
- Бородино (7 сентября 1812)
- Москва (25 сентября 1812)
- Малоярославец (24 октября 1812)
- Красный (18 ноября 1812)
- Березина (28 ноября 1812)
- Лютцен (2 мая 1813)
- Баутцен (20 – 21 мая 1813)
- Дрезден (26 – 27 августа 1813)
- Тёплиц (17 сентября 1813)
- Лейпциг (18 октября 1813)
- Ханау (29 – 30 октября 1813)
- Бар-сюр-Об (24 января 1814)
- Бриенн (29 января 1814)
- Ла-Ротьер (1 февраля 1814)
- Монмираль (11 февраля 1814)
- Шато-Тьерри (12 февраля 1814)
- Краон (7 марта 1814)
- Лаон (9 марта 1814)
- Арси-сюр-Об (20 марта 1814)
- Линьи (16 июня 1815)
- Ватерлоо (18 июня 1815)

### Почётные сражения полка, указанные на знамени образца 1813 года
- Friedland 1807
- Ekmull 1809
- Essling 1809
- Wagram 1809
- Smolensk 1812
- La Moskowa 1812
- Vienne, Berlin, Madrid et Moscou.

### Награждённые

#### Офицеры ордена Почётного легиона
- Луи Гранжан, 4 сентября 1808 – командир эскадрона
- Луи-Мишель Летор, 16 ноября 1808 – майор
- Луи-Иньяс Марто, 16 ноября 1808 – командир эскадрона
- Жан-Жак Мессье, 16 ноября 1808 – капитан
- Клод Сашон, 25 декабря 1812 – капитан
- Жан Пюшо, 15 марта 1813 – командир эскадрона
- Клод Тесто-Ферри, 14 апреля 1813 – командир эскадрона
- Клод Барри, 14 апреля 1813 – командир эскадрона
- Жан Франсуа, 14 апреля 1813 – капитан
- Бело, 27 апреля 1813 – капитан
- Атаназ Клеман де Рис, 16 августа 1813 – командир эскадрона
- Шарль Шаморен, 16 августа 1813 – капитан